# Correda
Correda (Koreda in sloveno) è una frazione del comune di San Pietro al Natisone, in provincia di Udine.
È situato a 185 metri s.l.m. nella parte orientale del Friuli-Venezia Giulia e precisamente nelle Valli del Natisone, sulle sponde del fiume Alberone (Aborna), ultimo paese nella vallata omonima.
Attualmente è abitato da circa 60 persone.
Si trova adiacente alla frazione di Clenia, della quale viene considerata da molti un sobborgo.
Il nome Koreda (it. Correda) ha un'origine latina passata nel dialetto sloveno attraverso il friulano e vuol dire boschetto di noccioli.
Da Correda vengono le famiglie Coreda, Corredig, Cerednich e Coredusigh. Il cognome più diffuso è Corredig, che indica una persona originaria di Correda.